# John Fowler (wynalazca)
John Fowler (ur. 11 lipca 1826 r. w Melksham  – zm. 4 grudnia 1864 w Ackworth) – angielski wynalazca i przemysłowiec. Autor wielu wynalazków z dziedziny mechanizacji rolnictwa. W roku 1850 skonstruował pług do drenowania, a w 1858 tzw. pług parowy – napędzany lokomobilą za pośrednictwem lin i stałego bębna. Dwa lata później go ulepszył.
W Hunslett założył fabrykę produkującą maszyny rolnicze.